# Vicoin
Der Vicoin ist ein rechter Nebenfluss der Mayenne im Nordwesten von Frankreich.

## Flusslauf
Der Vicoin verläuft im Département Mayenne in der Region Pays de la Loire. Der Vicoin entspringt beim Ort La Templerie, an der Gemeindegrenze von Saint-Hilaire-du-Maine und Le Bourgneuf-la-Forêt. Zunächst fließt er in generell südwestlicher Richtung, wendet sich dann aber nach Südost bis Süd, passiert knapp außerhalb die Département-Hauptstadt Laval und mündet nach insgesamt rund 47 Kilometern an der Gemeindegrenze von Nuillé-sur-Vicoin und Origné als rechter Nebenfluss in die Mayenne.

## Orte am Fluss
- Port-Brillet
- Le Genest-Saint-Isle
- Saint-Berthevin
- Montigné-le-Brillant
- Nuillé-sur-Vicoin